# Ermite tacheté
Ramphodon naevius
Genre
Espèce
Statut de conservation UICN

LC : Préoccupation mineure
Statut CITES
L'Ermite tacheté (Ramphodon naevius) est une espèce de colibris endémique du Brésil. Cette espèce a longtemps été nommée Colibri tacheté, mais à la suite d'un changement de sa position dans les classifications scientifiques plus récentes, la CINFO a décidé de nommer cet oiseau ermite, comme d'ailleurs la plupart des autres Phaethornithinae.

## Habitat et conservation
Cet oiseau habite les forêts tropicales et subtropicales humides de plaines. Il est particulièrement menacé par la déforestation et autres activités humaines.

## Répartition

Carte de répartition de Ramphodon naevius.

Cette espèce est endémique du Brésil.

## Systématique
Le nom valide complet (avec auteur) de ce taxon est Ramphodon naevius (Dumont, 1818).
L'espèce a été initialement classée dans le genre Trochilus sous le protonyme Trochilus naevius Dumont, 1818.
Ce taxon porte en français les noms vernaculaires ou normalisés suivants : Ermite tacheté, Colibri tacheté.
Ramphodon naevius a pour synonyme :
- Trochilus naevius Dumont, 1818